# 리튬-7
리튬-7(Lithium-7, 7Li)은 리튬 동위 원소의 일종으로, 안정 동위 원소이다. 원자핵 안에 양성자 3개, 중성자 4개를 갖고 있다. 자연에서 발견되는 리튬의 약 92.5%가 리튬-7이며, 나머지 7.5%는 리튬-6이 차지하나, 자료에 따라 동위 원소의 수치에 약간의 차이가 있다. 빅뱅 핵합성의 결과로 생성된 핵종이다.

## 이용
리튬-7은 플루오린과 결합한 염(LiF) 형태로 용융염 원자로에 사용된다. 또, 수산화 리튬(7LiOH)은 가압수형 원자로에서 냉각제를 알칼리화하는데 사용된다.

## 같이 보기
- 리튬 동위 원소
- 리튬-6
- 용융염 원자로

| 가벼운 핵종 리튬-6 | 리튬의 동위 원소 | 무거운 핵종 리튬-8 |

| 어미핵종: 베릴륨-7(ε) 헬륨-8(β-n) 베릴륨-11(β-α) | 리튬-7의 붕괴 사슬 | 없음 |